# Helmersbuurt
De Helmersbuurt is een buurt in Amsterdam-West, in de Nederlandse provincie Noord-Holland. De wijk werd vernoemd naar de Nederlandse dichter Jan Frederik Helmers en maakte deel uit van een van de stadsuitbreidingen aan het eind van de 19de eeuw. In de oorspronkelijke Stads- en Godshuispolder lag het Sophiapark dat als een achterbuurt werd beschouwd. Op de plaats hiervan verrees de bebouwing nabij de hoek van de Stadhouderskade en de Eerste Helmersstraat.
Ontwerper was stadsingenieur J.G. van Niftrik. De N.V. 'Overtoom', exploitatie maatschappij van bouwterreinen, en architect Redeker Bisdom werden in 1883 met de uitwerking belast. Met de aanleg van het Jacob van Lennepkanaal werd in 1884 begonnen. De Overtoomsevaart werd in 1902 gedempt. Dat werd de belangrijke stadsstraat Overtoom, waar sinds 1904 tramlijn 1 over rijdt.
De Helmersstraten (Eerste, Tweede en Derde Helmersstraat) worden rond 1891-1902 gebouwd. Ook andere straten in de buurt werden naar schrijvers en dichters genoemd. De eerste straten kregen in 1883 hun naam. De belangrijkste straat dwars op de Helmersstraten is de Eerste Constantijn Huygensstraat, waar sinds 1902 tramlijn 3 over rijdt. Evenwijdig daaraan ligt de Tweede Constantijn Huygensstraat, met een vroegere ingang van het Wilhelmina Gasthuis (1891-1983). De hoofdingang van dit ziekenhuis was aan de Eerste Helmersstraat. De nieuwe wijk werd ook bekend als de 
Dichtersbuurt of het Letterkundig kwartier.
In 1889 was bepaald dat de straten nog maar 15 meter breed hoefden te zijn en de blokken 45 meter diep. Er werd zogenoemde revolutiebouw gepleegd. De bouw was matig van kwaliteit. Soms werd gesjoemeld met het aantal heipalen en het metselwerk was vaak slecht; in 1904 storten enkele huizen al tijdens de bouw in. De Woningwet van 1901 stelde daarna strengere eisen aan de woningbouw.
Alhoewel aangelegd als volksbuurt waren de huurprijzen er te hoog voor de armen. Er werd veel onderverhuurd aan studenten en leraren.
Onder de schrijvers die er kortere of langere tijd woonden kunnen genoemd worden: Lodewijk van Deyssel, Willem Kloos, Belcampo, Werumeus Buning op Overtoom 21 tegenover de Spieghelschool, en niet te vergeten W.F. Hermans in de Eerste Helmersstraat 208.
Onder de scholen in de buurt waren de De Christelijke Voorbereidende Fröbelschool op de Overtoom 105, de Spieghelschool voor lager onderwijs daar schuintegenover op no.16. In de Da Costastraat waren ook enkele scholen, waaronder de Jacob van Lennepschool voor MULO.
Alhoewel oorspronkelijk een volksbuurt steeg zij in de naoorlogse jaren in aanzien. De wijk had een gunstige ligging, dicht bij het centrum en winkelstraten. De nauwe kamertjes in de huizen werden al gauw uitgebroken tot grotere eenheden. Door gentrificatie is het een geliefde enclave geworden en worden aanzienlijke prijzen bedongen voor de woningen.